# Frozen Stupid
Frozen Stupid è un film statunitense del 2008 diretto da Richard Brauer.
È un film commedia con Ernest Borgnine e Joey Albright incentrato sulle avventure tragicomiche di Tony Norgard e di suo padre (Borgnine) che intendono passare una giornata a pescare su un lago ghiacciato.

## Produzione
Il film fu diretto, sceneggiato e prodotto da Richard Brauer per la Brauer Productions e girato a Houghton Lake, nel Michigan.

## Distribuzione
Il film fu distribuito negli Stati Uniti nel 2008.